# Urząd kontroli skarbowej

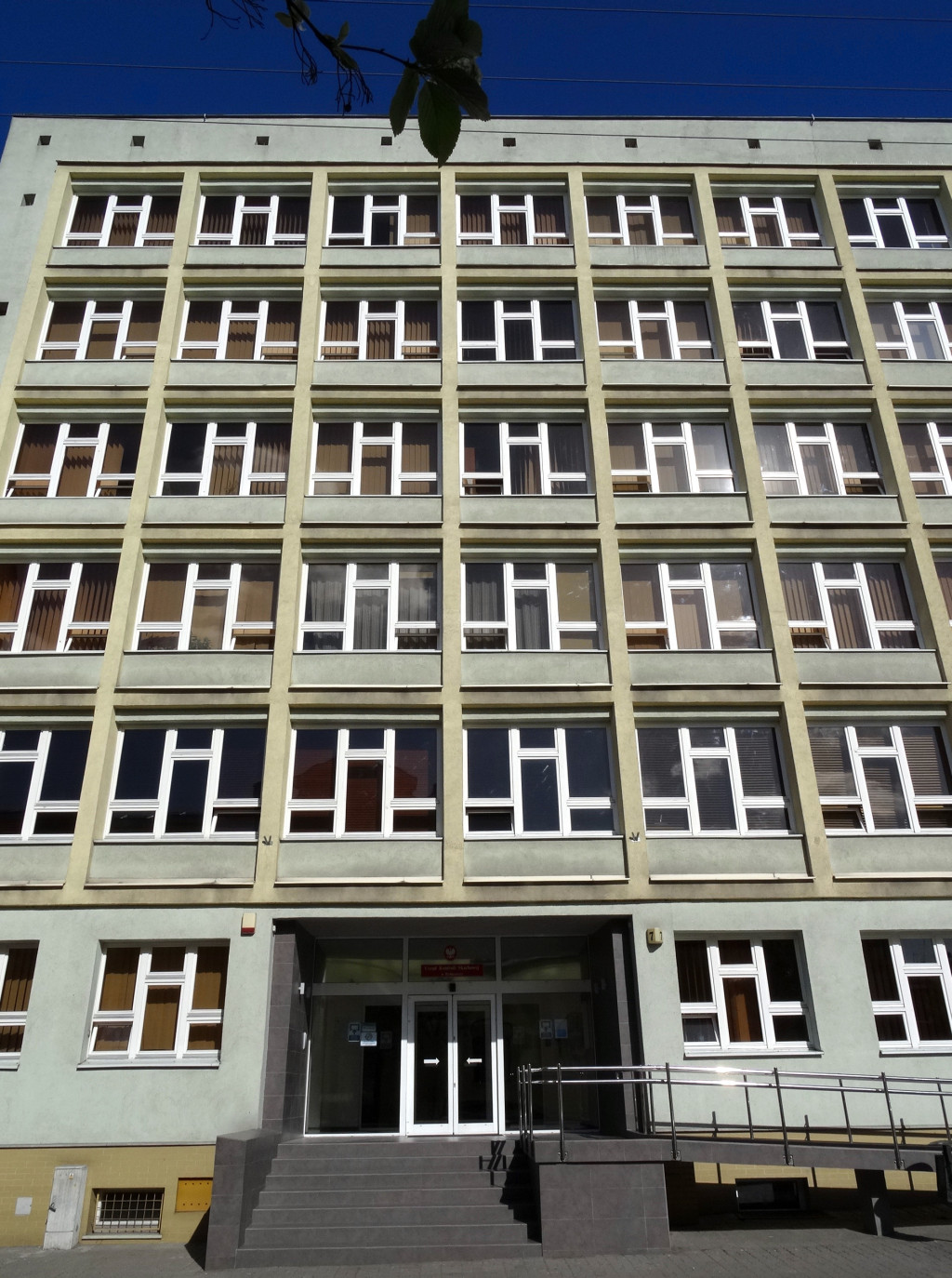
Urząd Kontroli Skarbowej w Bydgoszczy

Urząd kontroli skarbowej – jednostka kontroli skarbowej w Polsce działająca w okresie od 9 lutego 1992 do 1 marca 2017 roku. Jej zadania przejęły urzędy skarbowe, izby administracji skarbowej i urzędy celno-skarbowe.
Urzędy kontroli skarbowej były jednostkami organizacyjnymi kontroli skarbowej podległymi ministrowi właściwemu do spraw finansów publicznych. Działały na podstawie ustawy z dnia 28 września 1991 r. o kontroli skarbowej (Dz.U. z 2016 r. poz. 720), rozporządzenia Ministra Finansów z dnia 4 stycznia 2011 r. w sprawie siedzib i organizacji urzędów kontroli skarbowej (Dz.U. z 2011 r. nr 13, poz. 62) oraz statutu nadanego zarządzeniem nr 42 Ministra Finansów z dnia 24 grudnia 2003 r. w sprawie nadania statutu urzędom kontroli skarbowej (Dz. Urz. Min. Fin. nr 17, poz. 96).
Urząd Kontroli Skarbowej był jednostką budżetową, prowadzącą gospodarkę finansową według zasad określonych w ustawie z dnia 27 sierpnia 2009 r. o finansach publicznych (Dz.U. z 2022 r. poz. 1634). Działaniami Urzędu Kontroli Skarbowej kierował Dyrektor, który był równocześnie organem kontroli skarbowej i przysługiwały mu niektóre uprawnienia organu podatkowego, jednakże nie był organem podatkowym. Wszystkim pracownikom UKS zatrudnionym na stanowisku inspektora kontroli skarbowej przysługiwały uprawnienia finansowego organu postępowania przygotowawczego, o którym mowa w kodeksie karnym skarbowym.

## Cel i przedmiot kontroli
Celem kontroli skarbowej jest ochrona interesów i praw majątkowych Skarbu Państwa oraz zapewnienie skuteczności wykonywania zobowiązań podatkowych i innych należności stanowiących dochód budżetu państwa lub państwowych funduszy celowych.
Celem kontroli skarbowej jest również badanie zgodności z prawem gospodarowania mieniem innych państwowych osób prawnych, przeciwdziałanie i zwalczanie naruszeń prawa obowiązującego w zakresie obrotu towarowego z zagranicą i obrotu towarami przywożonymi z zagranicy oraz zapobieganie i ujawnianie przestępstw określonych w art. 228-231 Kodeksu karnego wśród osób zatrudnionych lub pełniących służbę w jednostkach organizacyjnych podległych ministrowi właściwemu do spraw finansów publicznych.
Do zakresu kontroli skarbowej należy:
- kontrola rzetelności deklarowanych podstaw opodatkowania oraz prawidłowości obliczania i wpłacania podatków stanowiących dochód budżetu państwa, a także innych należności pieniężnych budżetu państwa lub państwowych funduszy celowych,
- ujawnianie i kontrola niezgłoszonej do opodatkowania działalności gospodarczej, a także dochodów nieznajdujących pokrycia w ujawnionych źródłach przychodów,
- kontrola źródeł pochodzenia majątku, w przypadku niezgłoszenia do opodatkowania działalności gospodarczej, a także dochodów nieznajdujących pokrycia w ujawnionych źródłach przychodów,
- kontrola celowości i zgodności z prawem gospodarowania środkami publicznymi oraz środkami pochodzącymi z Unii Europejskiej i międzynarodowych instytucji finansowych, podlegającymi zwrotowi,
- kontrola wywiązywania się z warunków finansowania pomocy ze środków, o których mowa w punkcie 4,
- certyfikacja i wydawanie deklaracji zamknięcia pomocy finansowej ze środków pochodzących z Unii Europejskiej,
- badanie celowości w czasie podejmowania decyzji i zgodności z prawem wykorzystania i rozporządzania mieniem państwowym, a w szczególności ujawnianie niedoborów, a także innych szkód w tym mieniu,
- badanie wykorzystania mienia otrzymanego od Skarbu Państwa w celu realizacji zadań publicznych oraz prawidłowości prywatyzacji mienia Skarbu Państwa,
- kontrola rzetelności wypełniania zobowiązań wynikających z udzielonych przez Skarb Państwa poręczeń i gwarancji,
- kontrola zgodności wykorzystania środków, których spłatę poręczył lub gwarantował Skarb Państwa, z ich przeznaczeniem,
- kontrola zgodności z prawem przywozu towarów dopuszczonych do obrotu na polskim obszarze celnym lub mających inne przeznaczenie celne oraz wywozu towarów za granicę, a także kontrola i ujawnianie towarów nielegalnie wprowadzonych na polski obszar celny,
- ujawnianie składników majątkowych podmiotów zobowiązanych do uiszczenia należności publicznych lub podejrzanych o czyny zagrożone karą grzywny lub karami pieniężnymi, w celu zapewnienia skuteczności poboru tych należności oraz wykonania orzeczeń lub mandatów karnych,
- kontrola oświadczeń o stanie majątkowym osób – obowiązanych do ich składania – zatrudnionych lub pełniących służbę w jednostkach organizacyjnych administracji celnej, podatkowej oraz kontroli skarbowej podległych ministrowi właściwemu do spraw finansów publicznych, w tym w urzędzie obsługującym tego ministra,
- kontrola resortowa jednostek organizacyjnych administracji celnej, podatkowej oraz kontroli skarbowej podległych ministrowi właściwemu do spraw finansów publicznych, w tym urzędu obsługującego tego ministra,
- badanie przestrzegania przez rezydentów i nierezydentów ograniczeń i obowiązków określonych w przepisach prawa dewizowego oraz warunków udzielonych na ich podstawie zezwoleń, zezwoleń dewizowych i zezwoleń na prowadzenie działalności kantorowej,
- prowadzenie działalności analitycznej i prognostycznej w odniesieniu do negatywnych zjawisk występujących w obszarze właściwości kontroli skarbowej oraz przedstawianie w tym zakresie informacji i analiz organom administracji rządowej.

W ramach kontroli skarbowej prowadzonej w zakresie, o którym mowa w punktach: 1 i 2, badaniu podlega również rzetelność deklarowanych podstaw opodatkowania oraz prawidłowość obliczania i wpłacania zobowiązań podatkowych stanowiących dochód jednostek samorządu terytorialnego.
Do zakresu kontroli skarbowej należy również zapewnianie ochrony fizycznej i technicznej inspektorom i pracownikom, a za zgodą Generalnego Inspektora Kontroli Skarbowej także innym organom i instytucjom państwowym. Zadania te wykonują wyodrębnione komórki kontroli skarbowej.
W granicach i na zasadach określonych w odrębnych przepisach kontrola skarbowa obejmuje ponadto:
- badanie prawidłowości stosowania cen urzędowych, a także cen umownych w zakresie objętym ograniczeniami swobodnego kształtowania ich poziomu,
- rozpoznawanie, zapobieganie i zwalczanie przestępstw i wykroczeń związanych z obrotem z zagranicą towarami i technologiami objętymi kontrolą międzynarodową, naruszających prawa ochrony dóbr kultury narodowej, narodowego zasobu archiwalnego i ochrony własności intelektualnej, wprowadzania na polski obszar celny i wyprowadzania z tego obszaru środków płatniczych pochodzących z przestępstw, a także ściganych na mocy umów i porozumień międzynarodowych,
- zapobieganie i ujawnianie przestępstw, o których mowa w art. 228-231 Kodeksu karnego, popełnianych przez osoby zatrudnione lub pełniące służbę w jednostkach organizacyjnych podległych ministrowi właściwemu ds. finansów publicznych.

## Kontrolowane podmioty
Kontroli skarbowej podlegają:
- zobowiązani do świadczeń pieniężnych na rzecz Skarbu Państwa lub państwowych funduszy celowych,
- wydatkujący, przekazujący i otrzymujący środki, o których mowa w art. 2 ust. 1 pkt 4 ustawy o kontroli skarbowej,
- zobowiązani do wywiązywania się z warunków, o których mowa w art. 2 ust. 1 pkt 5 ww. ustawy,
- władający i zarządzający mieniem państwowym,
- jednostki wykorzystujące mienie przekazane przez Skarb Państwa w celu realizacji zadań publicznych oraz sprywatyzowane mienie Skarbu Państwa,
- beneficjenci poręczeń i gwarancji udzielonych przez Skarb Państwa oraz podmioty, za które Skarb Państwa poręczył lub gwarantował,
- osoby zatrudnione lub pełniące służbę w jednostkach organizacyjnych administracji celnej,
- podatkowej oraz kontroli skarbowej podległych ministrowi właściwemu ds. finansów publicznych, w tym w urzędzie obsługującym tego ministra, zobowiązane do składania oświadczeń o stanie majątkowym,
- jednostki organizacyjne administracji celnej, podatkowej oraz kontroli skarbowej podległe ministrowi właściwemu ds. finansów publicznych, w tym urząd obsługujący tego ministra.

Kontroli skarbowej podlegają także płatnicy i inkasenci podatków i innych należności, o których mowa w art. 2 ust. 1 pkt 1 ustawy o kontroli skarbowej.
Nie podlega kontroli skarbowej celowość i sposób wykorzystywania środków budżetowych oraz mienia państwowego na cele specjalne w jednostkach podległych, podporządkowanych lub nadzorowanych przez ministra właściwego ds. obrony narodowej, w Policji, Państwowej Straży Pożarnej, Straży Granicznej, Centralnym Biurze Antykorupcyjnym, w jednostkach organizacyjnych Agencji Bezpieczeństwa Wewnętrznego i Agencji Wywiadu.
Organy kontroli skarbowej określał art. 8 ustawy o kontroli skarbowej. Były nimi:
- wspomniany powyżej minister właściwy ds. finansów publicznych (jako naczelny organ kontroli skarbowej),
- Generalny Inspektor Kontroli Skarbowej (GIKS) jako organ wyższego stopnia nad dyrektorami UKS,
- dyrektor UKS.

## Organizacja i zatrudnienie
Urzędem Kontroli Skarbowej kierował Dyrektor przy pomocy Wicedyrektorów, Głównego Księgowego, Naczelników Wydziałów, Kierowników oddziałów i referatów i innych pracowników zatrudnionych na samodzielnych stanowiskach.
Urzędem kontroli skarbowej kierował dyrektor, który jednocześnie był organem kontroli skarbowej.
Dyrektor urzędu kontroli skarbowej był odpowiedzialny przed Generalnym Inspektorem Kontroli Skarbowej za prawidłową i terminową realizację zadań urzędu.
Dyrektor UKS w szczególności:
- organizował pracę UKS i jest przełożonym zatrudnionych w nim inspektorów oraz innych pracowników,
- ustalał plany kontroli,
- upoważniał inspektorów i pracowników do przeprowadzenia czynności kontrolnych,
- wydawał decyzje w sprawach określonych w ustawie o kontroli skarbowej,
- wydawał wyniki kontroli,
- dokonywał, w szczególnie uzasadnionych przypadkach, zmiany inspektora lub pracownika prowadzącego czynności kontrolne,
- mógł podawać do wiadomości publicznej zbiorcze informacje dotyczące działalności kontroli skarbowej na terenie objętym zasięgiem działania UKS.

Wydziałami kierowali naczelnicy, a pozostałymi komórkami organizacyjnymi – kierownicy lub koordynatorzy.
Dyrektor UKS sprawował nadzór nad pracą pracowników urzędu. Pracownicy komórek wywiadu skarbowego, w zakresie wykonywanych czynności operacyjno-rozpoznawczych, podlegali nadzorowi Generalnego Inspektora Kontroli Skarbowej. Dyrektora UKS powoływał, spośród kandydatów wyłonionych w drodze konkursu, i odwoływał minister właściwy ds. finansów publicznych, na wniosek GIKS.
Wicedyrektorów UKS powoływał, spośród inspektorów kontroli skarbowej, i odwoływał GIKS, na wniosek dyrektora UKS.
W urzędzie kontroli skarbowej prowadzone były ewidencje i rejestry dotyczą postępowań kontrolnych i karno-skarbowych. Informacje gromadzone i przetwarzane w ramach kontroli skarbowej stanowią tajemnicę skarbową (art. 34-34c ustawy z 28.09.1991 r. o kontroli skarbowej).
Wszelkie niezbędne wymagania potrzebne do otrzymania powołania na stanowisko inspektora kontroli skarbowej (i.k.s.) określa ustawa o kontroli skarbowej z 28 września 1991 r.
Inne stanowiska:

- referent
- starszy referent
- referendarz
- starszy referendarz
- komisarz skarbowy
- starszy komisarz skarbowy

## Wywiad skarbowy
Z organizacją UKS wiązało się również pojęcie wywiadu skarbowego, który był jedną z form wykonywania kontroli skarbowej. Przeprowadzanie czynności wywiadu skarbowego polegało na: uzyskiwaniu, gromadzeniu, przetwarzaniu i wykorzystywaniu informacji o osobach oraz o: dochodach, obrotach, rzeczach i prawach majątkowych podmiotów podlegających kontroli skarbowej w celu ustalenia należności, o których mowa w art. 2 ust. 1 pkt 1 i 2 oraz w ust. 2, oraz w celu wykonania zadań, o których mowa w art. 2 ust. 1 pkt 12 i 14 oraz w art. 3 ustawy o kontroli skarbowej. Czynności wywiadu skarbowego przeprowadzali wyznaczeni do ich wykonywania pracownicy zatrudnieni w wywiadzie skarbowym. Wywiad skarbowy współdziałał z organami, służbami i instytucjami państwowymi uprawnionymi do wykonywania czynności operacyjno-rozpoznawczych oraz, w przypadkach i na zasadach określonych w odrębnych ustawach, z innymi organami.
Wywiad skarbowy był zatem szczególną formą wykonywania kontroli skarbowej. Swym zakresem obejmował czynności, w tym również czynności operacyjno-rozpoznawcze, pozwalające na:
- określenie rzetelności deklarowanych podstaw opodatkowania,
- ujawnianiu nie zgłoszonej do opodatkowania działalności gospodarczej i dochodów nie znajdujących pokrycia w ujawnionych źródłach przychodów,
- kontrolę finansów jednostek samorządowych,
- kontrolę towarową z zagranicą,
- ujawnianie i zapobieganie korupcji.

## Lista urzędów kontroli skarbowej w Polsce
- Urząd Kontroli Skarbowej Białystok
- Urząd Kontroli Skarbowej Gdańsk
- Urząd Kontroli Skarbowej Kielce
- Urząd Kontroli Skarbowej Kraków
- Urząd Kontroli Skarbowej Łódź
- Urząd Kontroli Skarbowej Olsztyn
- Urząd Kontroli Skarbowej Opole
- Urząd Kontroli Skarbowej w Bydgoszczy
- Urząd Kontroli Skarbowej w Katowicach
- Urząd Kontroli Skarbowej w Lublinie
- Urząd Kontroli Skarbowej w Poznaniu
- Urząd Kontroli Skarbowej w Rzeszowie
- Urząd Kontroli Skarbowej w Warszawie
- Urząd Kontroli Skarbowej we Wrocławiu
- Urząd Kontroli Skarbowej w Szczecinie
- Urząd Kontroli Skarbowej w Zielonej Górze

Urzędy kontroli skarbowej oprócz swoich szesnastu siedzib w stolicach województw jw., posiadały też ośrodki zamiejscowe. Przykładem jest tu: Ośrodek Zamiejscowy w Legnicy, czy Jeleniej Górze. Taki sam status do 31 marca 2011 r. posiadał również Urząd Kontroli Skarbowej we Wrocławiu – OZ w Wałbrzychu. Utworzenie ww. jednostek było w gestii poszczególnych dyrektorów generalnych Urzędów. Ich powołanie było uzasadnione m.in.: warunkami geograficzno-urbanistycznymi występującymi w danym województwie oraz ułatwieniem prac wykonywanych przez urzędy (dostępnością dla potencjalnych kontrolowanych podmiotów i podatników). Osiem urzędów kontroli skarbowej miało swoje ośrodki zamiejscowe (stan na dzień 10.05.2012 r.).
Poniżej lista wszystkich siedzib ośrodków zamiejscowych:
- Urząd Kontroli Skarbowej w Bydgoszczy Ośrodek Zamiejscowy w Toruniu;
- Urząd Kontroli Skarbowej w Krakowie Ośrodek Zamiejscowy w Nowym Sączu;
- Urząd Kontroli Skarbowej w Krakowie Ośrodek Zamiejscowy w Tarnowie;
- Urząd Kontroli Skarbowej w Łodzi Ośrodek Zamiejscowy w Piotrkowie Trybunalskim;
- Urząd Kontroli Skarbowej w Olsztynie Ośrodek Zamiejscowy w Elblągu;
- Urząd Kontroli Skarbowej w Poznaniu Ośrodek Zamiejscowy w Kaliszu;
- Urząd Kontroli Skarbowej w Szczecinie Ośrodek Zamiejscowy w Koszalinie;
- Urząd Kontroli Skarbowej we Wrocławiu Ośrodek Zamiejscowy w Jeleniej Górze;
- Urząd Kontroli Skarbowej we Wrocławiu Ośrodek Zamiejscowy w Legnicy;
- Urząd Kontroli Skarbowej w Zielonej Górze Ośrodek Zamiejscowy w Gorzowie Wielkopolskim.

## Budżet, zatrudnienie i wynagrodzenia
Wydatki urzędów kontroli skarbowej były realizowane w części 19 budżetu państwa – Budżet, finanse publiczne i instytucje finansowe.
W 2015 wydatki urzędów kontroli skarbowej wyniosły 536,7 mln zł. Przeciętne zatrudnienie ww przeliczeniu na pełne etaty wyniosło 5183 osoby, a średnie miesięczne wynagrodzenie brutto 6309 zł
W ustawie budżetowej na 2016 wydatki urzędów kontroli skarbowej zaplanowano w wysokości 571 mln zł.